# Khroskyabs
Le khroskyabs (en chinois 绰斯甲语 Chuòsījiǎ yǔ) est une langue parlée dans le centre du Sichuan, près de la rivière Jinchuan et au sud-ouest du district de Barkam, au nord-ouest du district de Jinchuan, et au sud-est du district de Zamtang. Cette langue apparaît sous le nom lavrung dans certaines publications, mais ce nom est dû à un malentendu de Huang (2003), et le terme khroskyabs est employé dans les publications parues après 2016.

## Classification
Le khroskyabs partage avec le stau un certain nombre d'innovations lexicales citées dans le tableau ci-dessous et morphologiques soutenant l'idée d'un clade ouest-rgyalronguique comprenant khroskyabs et langues horpa, distinct des langues rgyalrong nucléaire.
| Gloss                      | Stau   | Khroskyabs | Japhug  |
| -------------------------- | ------ | ---------- | ------- |
| cœur                       | zjar   | sjɑ̂r       | tɯ-sni  |
| fumée                      | mkʰə   | mkʰə́       | tɤ-kʰɯ  |
| être grand                 | cʰe    | cʰæ̂        | wxti    |
| pain                       | ləkʰi  | lækʰí      | qajɣi   |
| écrit                      | tɕədə  | dʑədə́      | tɤscoz  |
| vent                       | χpərju | χpə̂rju     | qale    |
| peau                       | tɕədʑa | dʑədʑɑ̂     | tɯ-ndʐi |
| eau                        | ɣrə    | jdə̂        | tɯ-ci   |
| faire l'expérience de      | zdar   | zdɑ̂r       | rɲo     |
| classificateur général     | ə-lɞ   | ə̂-lo       | tɯ-rdoʁ |
| classificateur des humains | a-ʁi   | ə̂-ʁæi      | tɯ-rdoʁ |
| exister (animé)            | ci/ɟi  | ɟê         | tu      |
| exister (être placé)       | stʰə   | stî        | tu      |

## Sources
- (zh) Huang Bufang, 2003, A Brief Introduction of Lavrung Language, Minzu Yuwen, 2003:3, p. 60-80.
- (en) Jacques, Guillaume, Yunfan Lai, Anton Antonov, and Lobsang Nima. 2017. Stau (Ergong, Horpa). In The Sino-Tibetan Languages (2nd edition), ed. Graham Thurgood and Randy LaPolla, 597–613. Routledge : London.
- (fr) Lai Yunfan, 2013, La morphologie affixale du lavrung wobzi, mémoire de master, Paris, Université Sorbonne Nouvelle.
- (zh) Yunfan Lai, « 俄热话的辅音重叠 », 民族语文, no 6,‎ 2013, p. 12–18
- (en) Yunfan Lai, « The Person Agreement System of Wobzi Lavrung (rGyalrongic, Tibeto-burman) », Transactions of the Philological Society, vol. 113,‎ 2015, p. 271–285 (DOI doi:10.1111/1467-968X.12051)
- (en) Yunfan Lai, « Causativisation in Wobzi and other Khroskyabs dialects », Cahiers de Linguistique Asie Orientale, vol. 45, no 2,‎ 2016, p. 148-175 (DOI 10.1163/19606028-00452p03)
- (fr) Yunfan Lai, Grammaire du khroskyabs de Wobzi, Université Sorbonne Nouvelle - Paris III, 2017 (lire en ligne)
- (en) Yunfan Lai, « Relativisation in Wobzi Khroskyabs and the integration of genitivisation », Linguistics of the Tibeto-Burman Area, vol. 4, no 2,‎ 2018, p. 219–262 (lire en ligne)
- (en) Sun, Jackson T.-S. 2000a. Parallelisms in the Verb Morphology of Sidaba rGyalrong and Lavrung in rGyalrongic. Language and Linguistics 1.1 :161–190.
- (en) Sun, Jackson 2018. The Ancestry of Horpa: Further Morphological Evidence.
- (zh) Yin Weibin, 2000, A Brief Introduction of Yelong Speech, Minzu Yuwen, 2000:6, p. 61-75.